# 폴 플랑드랭
폴 장 플랑드랭(프랑스어: Paul Jean Flandrin, 1811년 5월 28일~1902년 3월 8일)은 리옹 출신의 프랑스의 화가이다. 그는 화가 오귀스트 플랑드랭(Auguste Flandrin)과 이폴리트 플랑드랭의 남동생이다.

## 생애
플랑드랭은 리옹 국립 고등 미술학교와 파리 보자르에 들어가기 전에 리옹 출신의 풍경화가 앙투안 튜클로와 조각가 장프랑수아 르장드르 에랄 밑에서 처음 훈련을 받았다. 그 후 그는 그의 형 이폴리트와 함께 장오귀스트도미니크 앵그르의 스튜디오에 합류했다. 그는 로마상에 두 번이나 출전했지만 두 번 다 낙선했다. 그 후 그는 자비로 로마에 도착하여 이미 상을 수상한 형 이폴리트와 함께 지냈다. 폴은 로마에서 4년을 보냈는데, 그 기간 동안 풍경화를 전공하여 자연을 탐구했고, 나중에 이를 바탕으로 파리 살롱에 전시할 역사화를 완성했다. 그는 또한 형과 정기적으로 협업하여 형의 작품 배경을 제공했다.
폴 플랑드랭은 에두아르 베르탱과 알렉상드르 데고프와 함께 고전적 풍경화 전통의 가장 유명한 지지자 중 한 명이었지만, 그의 경력 후반에 이르러서는 더욱 자연스러운 스타일로 발전했다. 그는 캐리커처뿐만 아니라 유화와 연필로 초상화도 그렸다. 플랑드랭은 1852년 알렉상드르 데고프의 딸 알린 데고프와 결혼하여 조셉 플랑드랭(1857-1939)이라는 아들을 두었는데, 그는 후에 건축가가 되었고 화가 마르트 플랑드랭(1904-1987)의 아버지였다.

## 작품

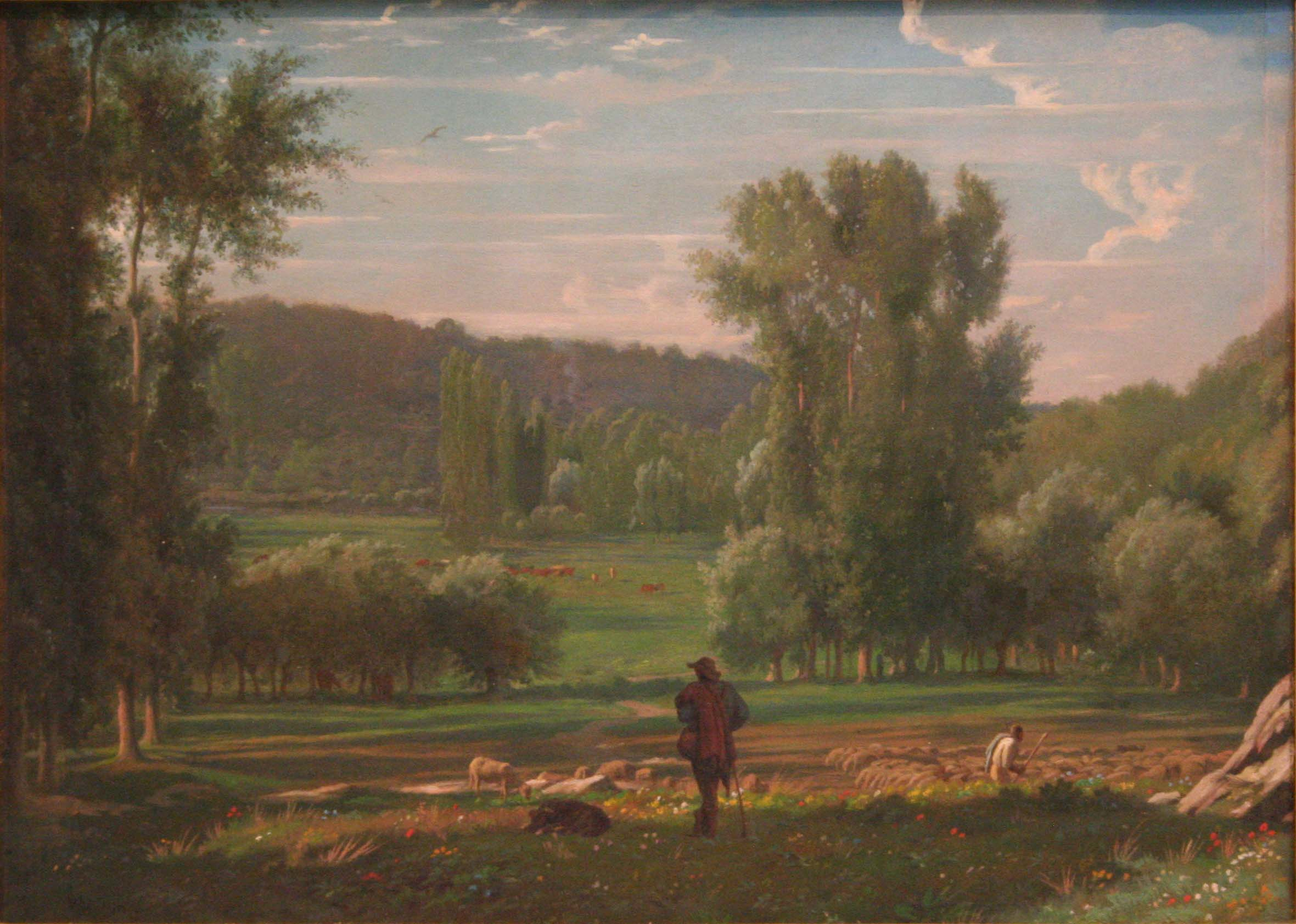
〈비엔나 외곽〉, 파브르 미술관
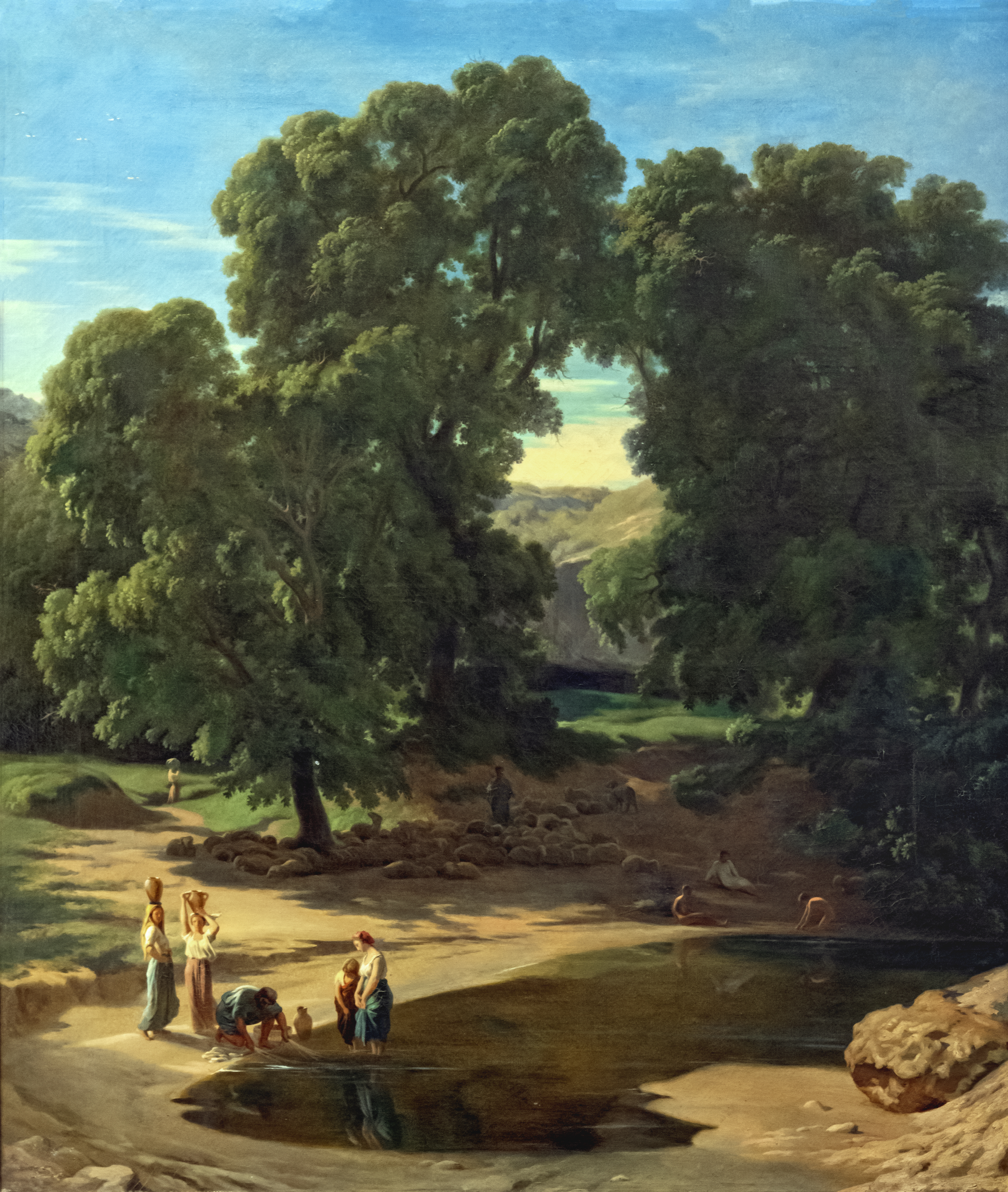
〈가돈 강 유역〉, 1850년
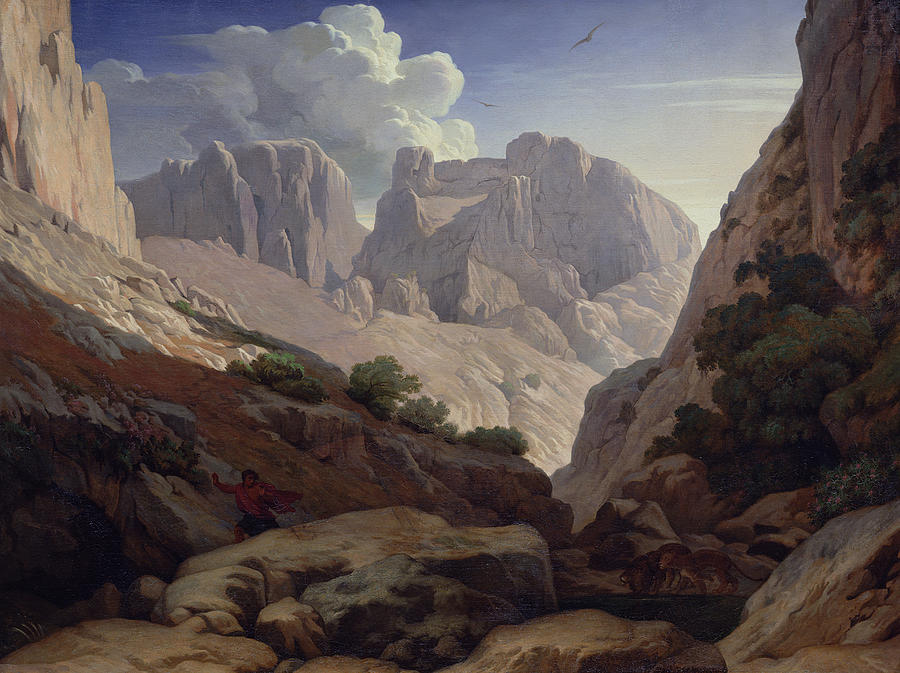
〈아틀라스의 협곡〉
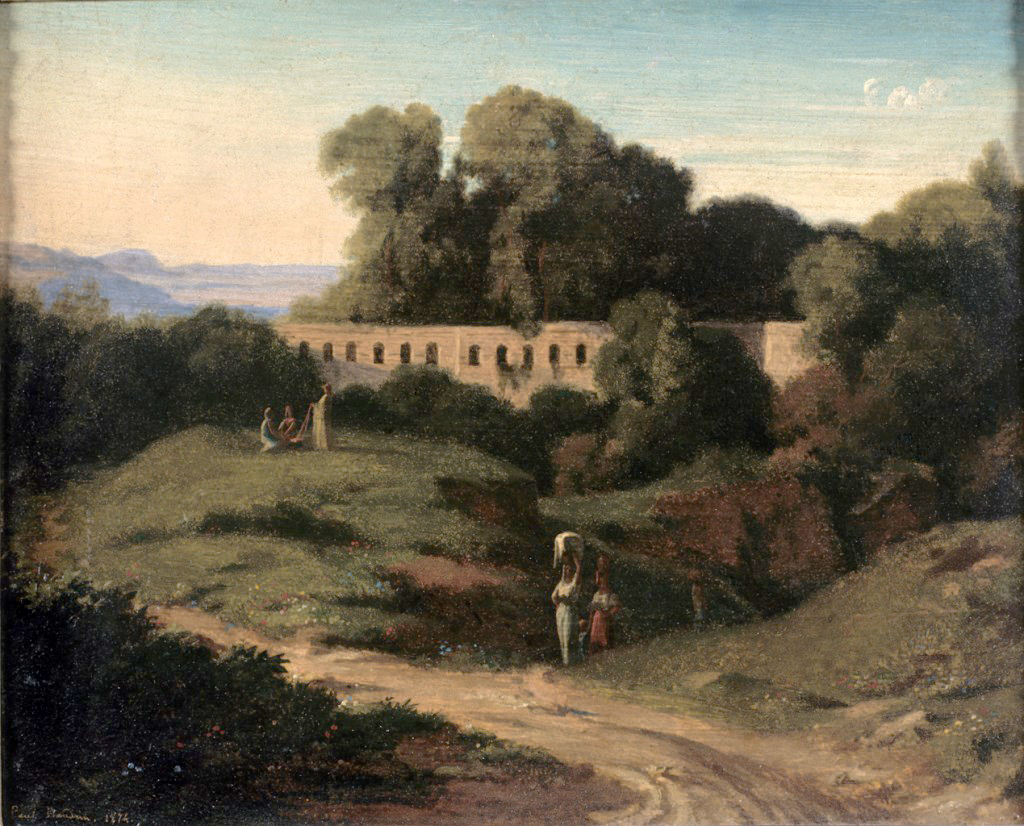
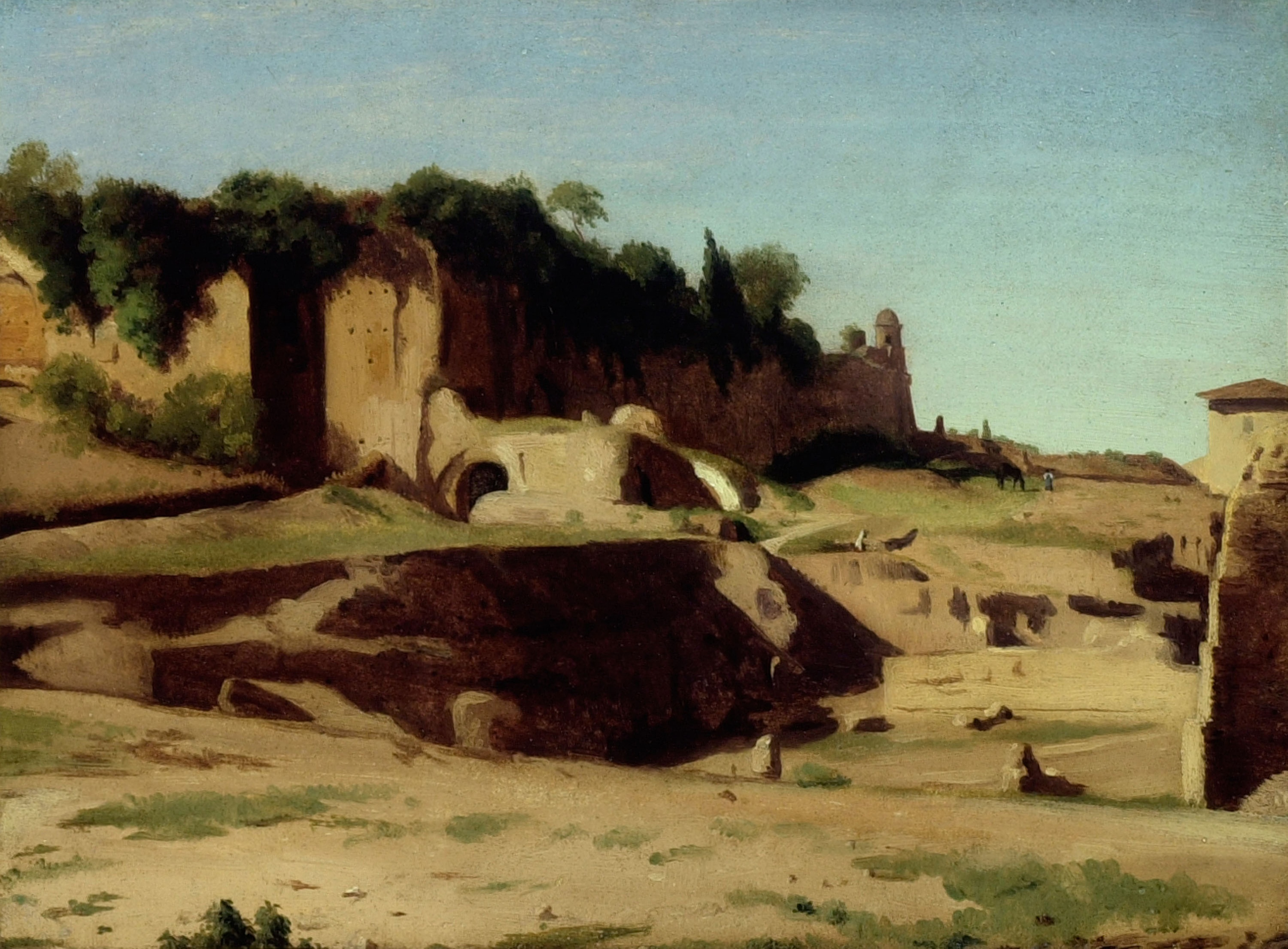
Le Palais impérial sur le mont Palatin, 1834년